# زیدان اینوسا
زیدان اینوسا (انگلیسی: Zeidane Inoussa؛ زادهٔ ۱۳ مهٔ ۲۰۰۲) بازیکن فوتبال اهل سوئد است.
وی همچنین در تیم ملی فوتبال زیر ۱۸ سال سوئد بازی کرده‌است.